# Eremasiomyia similis
Eremasiomyia similis är en tvåvingeart som beskrevs av Boris Borisovitsch Rohdendorf 1935. Eremasiomyia similis ingår i släktet Eremasiomyia och familjen köttflugor.
Artens utbredningsområde är Uzbekistan. Inga underarter finns listade i Catalogue of Life.